# Rai Radio Indie
Rai Radio Indie è stata un'emittente radiofonica pubblica tematica italiana edita dalla Rai.
Il canale è nato il 21 giugno 2018 con il nome Rai Radio 2 Indie. Il 23 settembre 2022 cambia nome in Rai Radio Indie, mentre il 13 ottobre seguente viene aggiornato anche il logo di rete.
Trasmetteva musica indipendente e alternativa; inoltre proponeva concerti e approfondimenti musicali.
Paracetamolo di Calcutta è stato il primo brano trasmesso, ma sono presenti anche artisti come Ghali, Iosonouncane, Liberato, Carl Brave, Maria Antonietta, Andrea Laszlo De Simone, Pop X, Sick Tamburo, Verdena e altri artisti internazionali. L’ultimo brano trasmesso è stato Verdiana dei RaestaVinvE.
Il 16 dicembre 2022 ha terminato le sue trasmissioni e viene sostituita da No Name Radio, le cui trasmissioni partiranno ufficialmente il 19 dello stesso mese
.

## Direttori e strutture
| Struttura   | Direttore        | Periodo   |
| ----------- | ---------------- | --------- |
| Rai Radio 2 | Paola Marchesini | 2014-2022 |
| Rai Radio   | Roberto Sergio   | 2022      |

## Loghi

21 giugno 2018 - 12 ottobre 2022
13 ottobre - 16 dicembre 2022